# Mobutu Sese Seko
Mobutu Sese Seko (lingala: Mobutu Sese Seko Kuku Ngbendu wa Za Banga)  (Lisala, 14 d'octubre de 1930 - Rabat, 7 de setembre de 1997) fou un polític congolés i oficial militar que va ser president de la República Democràtica del Congo des de 1965 a 1971, i més tard de Zaire des de 1971 a 1997. També va ocupar el càrrec de president de l'Organització per a la Unitat africana des de 1967 a 1968. Durant la Crisi de Congo, Mobutu, servint com Cap de l'Exèrcit i recolzat per Bèlgica i els Estats Units, va deposar el govern democràticament elegit del nacionalista d'esquerres Patrice Lumumba en 1960. Mobutu instal·là un govern que disposà l'execució de Lumumba el 1961, i va continuar dirigint les forces armades del país fins que va prendre el poder directament en un segon colp d'Estat en 1965.

## Biografia

### Educació i anys primerencs
Mobutu, un membre del grup ètnic ngbandi, va nàixer el 1930 a Lisala, Congo belga. Sa mare, Marie Madeleine Yemo, era una mossa d'hotel que va fugir a Lisala per escapar de l'harem d'un cap de poble local. Allà va conéixer i es va casar amb Albéric Gbemani, el cuiner d'un jutge belga. Poc després va donar a llum Mobutu, el nom del qual va ser escollit per un oncle.
Gbemani va morir quan Mobutu tenia huit anys. És per això que va ser criat per altres familiars.
A la dona del jutge belga per qui treballava son pare li va caure en gràcia Mobutu i li va ensenyar a parlar, llegir, i escriure amb fluïdesa la llengua francesa, que era l'oficial del país en el període colonial. Sa mare Yemo, va haver d'ajudar-se de parents per a pujar els seus quatre xiquets, i la família es va haver de moure sovint. L'educació més primerenca de Mobutu va tindre lloc en la capital Léopoldville (ara Kinshasa). Arribà un moment que sa mare el va dur a casa d'un oncle a Coquilhatville (ara Mbandaka), on va assistir a una escola dels Germans de les Escoles Cristianes, l'internat d'una missió catòlica.
Un company recorda que quan els capellans belgues, la primera llengua dels quals era l'holandesa, va fer una errada en francés, Mobutu es posà dempeus en classe i assenyalà l'equivocació. L'any 1949 Mobutu va viatjar de polissó en una barca riu avall fins que arribà a Léopoldville, on va conéixer una xica. Els capellans el van trobar algunes setmanes més tard. En acabar l'any escolar, en lloc d'anar a presó, va haver de servir set anys a l'exèrcit colonial, la Force Publique (FP). Aquest era un castic usual per a l'alumnat rebel.

### Servei militar
En la vida militar Mobutu va trobar disciplina, així com una figura paterna en el sergent Louis Bobozo. Va continuar els seus estudis mitjançant diaris europeus que amprava als oficials belgues i llibres que llegia quan li tocava fer guàrdia o tenia un moment lliure. Les seues lectures favorites eren els escrits del president francés Charles de Gaulle, els del primer ministre britànic Winston Churchill, i el filòsof del Renaixement italià Niccolò Machiavelli. En passar un curs de comptabilitat, Mobutu va començar a fer incursions professionals en el periodisme. A causa del seu ressentiment cap als capellans escolars, no es va casar per l'església. La seua contribució a la festa de casament fou una caixa de cerveses, ja que, amb el salari de l'exèrcit no es podria permetre més.

### Implicació política primerenca
Com a soldat, Mobutu va escriure amb pseudònim sobre política contemporània per Actualités Africaines (Notícies africanes), un magazín posat en marxa per un belga colonial. En 1956, va deixar l'exèrcit i esdevingué un periodista de dedicació plena, escrivint pel diari L'Avenir de Léopoldville.
Dos anys més tard, va anar a Bèlgica per a cobrir l'Exposició Universal de 1958 i va romandre per a formar-se en periodisme. En aquella època, Mobutu ja havia conegut molts dels joves intel·lectuals congolesos que desafiaven el mandat colonial. Va començar la seua amistat amb Patrice Lumumba i es va unir al seu Mouvement Nacional Congolais (MNC). De fet, va arribar un moment en què es va convertir en l'assessor personal de Lumumba. Molts contemporanis asseguren que la intel·ligència belga havia contractat Mobutu per a ser un informant del govern.
Durant les xerrades en Brussel·les sobre independència congolesa de 1960, l'ambaixada dels EUA organitzà una recepció per a la delegació congolesa. Se li va assignar al personal de l'ambaixada una llista de membres de la delegació per a conéixer, i van posar en comú les seues impressions després. L'ambaixador va comentar: «un nom apareixia molt sovint. Però no figurava a cap llista perquè no formava part de la delegació oficial. Era el secretari de Lumumba. Tothom va admetre que era un home summament intel·ligent, molt jove, potser immadur, però un home amb un gran potencial.»
A continuació de les eleccions generals, a Lumumba li va ser assignada la tasca de crear un govern. Va donar Mobutu l'oficina de secretari d'Estat a la Presidència. Mobutu va influir molt en la determinació de la resta del govern.

### Crisi del Congo
El 5 de juliol de 1960, soldats de la Force Publique posicionats al Campament Léopold II a Léopoldville, descontents amb el seu lideratge totalment blanc i les seues condicions de treball, es van amotinar. La revolta va escampar-se per la regió en els dies següents. Mobutu assistí altres oficials durant les negociacions amb els amotinats per assegurar l'alliberació dels oficials i les seues famílies. El 8 de juliol el Consell de Ministres en ple va ser convocat per a una sessió extraordinària baix la presidència de Joseph Kasa-Vubu al Campament Léopold II, per adreçar la tasca d'africanitzar la guarnició.
Després de permetre l'elecció d'un nou comandant per a la guarnició, els ministres van debatre sobre qui faria un cap de l'exèrcit adequat. Els dos candidats principals eren Maurice Mpolo i Mobutu. El primer havia mostrat alguna influència sobre les tropes amotinades, però Kasa-Vubu i els ministres bakongo van témer que promulgaria un colp d'estat si li donaven poder. El segon era percebut com a més tranquil i més reflexiu. Lumumba considerà el coratge de Mpolo, però va afavorir la prudència de Mobutu. Com que les discussions van continuar, el gabinet va començar a dividir-se segons qui preferien com cap de l'exèrcit. Lumumba volia a ambdós homes en el seu govern i també evitar molestar cap dels seus simpatitzants.[22] Al final Mobutu va rebre el càrrec i li van atorgar el grau de coronel. L'endemà, les delegacions de govern van deixar la capital per tal de supervisar l'africanització de l'exèrcit; Mobutu va ser enviat a Equador.
La violència secessionista va esclatar al sud ablamada per un intent del govern belga de mantenir el seu accés a riques mines congoleses. Preocupat perquè les forces de les Nacions Unides enviades per a ajudar a restaurar l'ordre no ajudaven a aixafar la revolta secessionista, Lumumba va mirar cap a la Unió Soviètica per a demanar-li assistència. Sis setmanes més tard, va rebre ajuda militar massiva i uns mil assessors tècnics soviètics. Com açò va ocórrer durant la Guerra Freda, la governació dels EUA va témer que l'activitat soviètica fora un maniobra per a escampar la influència comunista a l'Àfrica Central. Kasa-Vubu va ser animat pels EUA i Bèlgica a acomiadar Lumumba, cosa que va fer el 5 de setembre. Aquest últim, indignat, va declarar Kasa-Vubu deposat. El parlament va rebutjar homologar les destitucions i va instar una reconciliació, però cap acord va ser assolit.
Tant Lumumba com Kasa-Vubu van ordenar Mobutu arrestar l'altre. Com a cap de l'exèrcit, Mobutu va ser sotmés a una gran pressió des de múltiples bandes. Les ambaixades de les nacions occidentals, les quals ajudaven a pagar els salaris dels soldats, així com Kasa-Vubu i els subordinats de Mobutu, tots afavorien l'alliberament de la presència soviètica. El 14 de setembre, Mobutu va donar un colp d'estat no violent, declarant Kasa-Vubu i Lumumba «neutralitzats» i establint un govern nou de llicenciats universitaris, el Col·legi de Comissaris generals (Collège des Commissaires-generaux). Lumumba va refusar aquesta acció, però va ser obligat a retirar-se a la seua residència, on els pacificadors de l'ONU van impedir que els soldats de Mobutu l'arrestassen.
En perdre la confiança que la comunitat internacional recolzara el seu restabliment, Lumumba va fugir a finals de novembre per unir-se als seus partidaris dins Stanleyville amb la intenció d'establir un govern nou (République Libre du Congo). Va ser capturat per les tropes de Mobutu a primers de desembre, i va ser empresonat al seu quarter general a Thysville (Mbanza-Ngungu). Tanmateix, Mobutu encara el considerava una amenaça, i el va transferir al revoltat Estat de Katanga el 17 de gener de 1961. No es va tornar a saber res més de Lumumba. Més tard es descobrí que va ser executat el mateix dia per les forces secessionistes de Moise Tshombe, després que el govern de Mobutu l'entregara.

## President del Congo
Per a consolidar el seu poder, va establir el Mouvement Populaire de la Révolution (MPR) com a l'únic partit polític legal en 1967, va canviar el nom del Congo a Zaire en 1971, i el seu nom propi a Mobutu Sese Seko en 1972. Mobutu va afirmar que el seu ideari polític era "ni de dretes ni d'esquerres, ni tan sols central", encara que, no obstant això va desenvolupar un règim intensament autocràtic fins i tot pels nivells africans del seu temps. Va intentar purgar el país de tota influència cultural colonial a través de l'Authenticité o Zairinització. Mobutu era l'objecte d'un generalitzat culte a la personalitat. Durant el seu mandat, va acumular una gran fortuna personal a través de la corrupció i l'explotació econòmica, portant a alguns a anomenar-lo una "cleptocràcia". Va presidir un període d'amples violacions de drets d'humà. Sota del seu mandat, la nació també va sofrir d'inflació incontrolada, d'un gran deute, i de devaluacions massives de moneda.
Mobutu va rebre un suport important (militar, diplomàtic i econòmic) dels Estats Units, França, i Bèlgica, que van veure en ell un oponent fort del comunisme en l'Àfrica francòfona. També va construir llaços propers amb els governs de la Sud-àfrica de l'apartheid, d'Israel i la Grècia de la Dictadura dels Coronels. Des del 1972 endavant, era també recolzat pel president de la Xina, Mao Zedong; principalment, a causa de la seua postura antisoviètica, però també com a part dels intents de Mao de crear un bloc de nacions afro-asiàtiques liderades per ell. L'ajuda massiva dels xinesos que va fluir a Zaire donà a Mobutu més flexibilitat en les seues relacions amb els governs occidentals, permetent-li identificar-se com un "anticapitalista revolucionari", i el va habilitar per evitar l'assistència del Fons Monetari Internacional. En 1976 va tenir lloc l'epidèmia de Febre hemorràgica de l'Ebola, que va causar el pànic entre la població.
El 1990, el malestar i el deteriorament econòmic van portar Mobutu a acceptar una compartició del poder amb l'oposició, però va utilitzar l'exèrcit per frustrar el canvi fins que el maig del 1997, quan les forces revoltades liderades per Laurent-Désiré Kabila van envair el país, va haver d'exiliar-se. Ja sofrint un avançat càncer de pròstata, va morir tres mesos més tard al Marroc. Mobutu fou notori per la corrupció, el nepotisme, i el desfalc d'entre 4 i 15 bilions de dòlars durant el seu mandat. Va ser conegut per extravagàncies com, per exemple, viatges de compres a París amb el supersònic i car Concorde.

## En la cultura popular
- Mobutu va ser el tema del documental de tres parts Mobutu, roi du Zaïre de Thierry Michel.[27][28]
- També va aparèixer al llargmetratge Lumumba, dirigit per Raoul Peck, que detallava els anys anteriors i durant el colp d’Estat des de la perspectiva de Lumumba.[29]
- Es pot veure també a Mobutu al documental When We Were Kings, que es va centrar en el famós combat de boxeig Rumble in the Jungle entre George Foreman i Muhammad Ali per al campionat mundial de pes pesant de 1974. El combat va tindre lloc a Kinshasa durant el govern de Mobutu.[30]
- Mobutu també es pot considerar com la inspiració d'alguns dels personatges dels poemes de Wole Soyinka, la novel·la A Bend in the River de V. S. Naipaul, i Anthills of the Savannah de Chinua Achebe.
- William Close, pare de l'actriu Glenn Close, va ser una vegada un metge personal de Mobutu i va escriure un llibre centrat en el seu servei al Zaire.[31]
- La novel·la històrica de Barbara Kingsolver de 1998 The Poisonwood Bible descriu els esdeveniments de la Crisi del Congo des d'un punt de vista fictici, amb el paper de Mobutu en la crisi.
- Mobutu es va incloure com a targeta promocional addicional al joc d'estratègia basat en cartes Twilight Struggle. La seva carta, quan es juga, augmenta l'estabilitat política del país llavors conegut com el Zaire i augmenta la influència dels Estats Units sobre la nació africana.[32]

## Galeria d'imatges

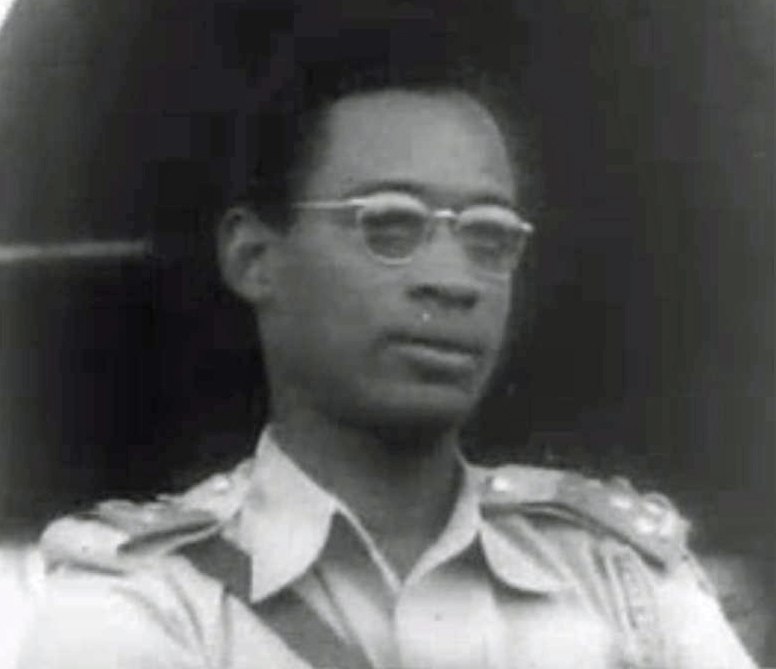
El coronel Mobutu en 1960.
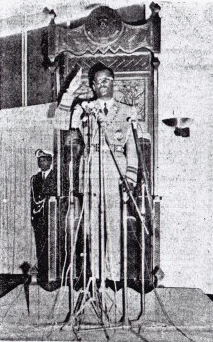
Mobutu jurant el seu càrrec de president de la República Democràtica del Congo, després de la seua elecció el 1970.
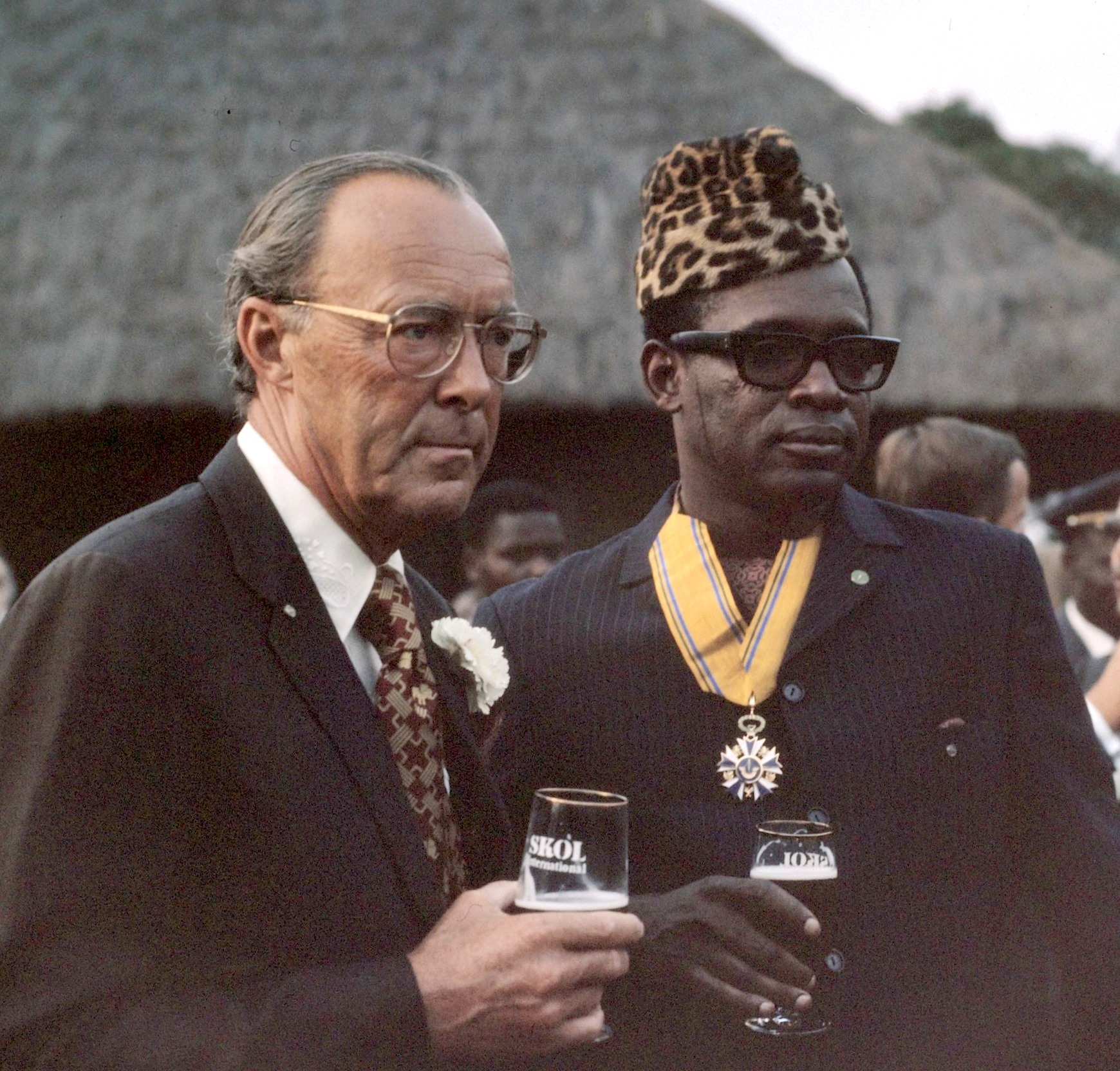
Mobutu Sese Seko amb el príncep dels Països Baixos, Bernat de Lippe-Biesterfeld, el 1973.
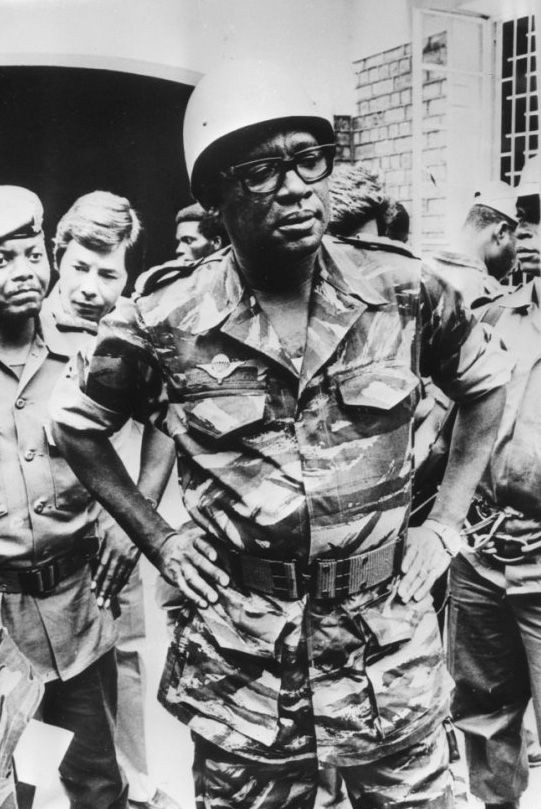
Mobutu Sese Seko vestit d'uniforme militar el 1978.
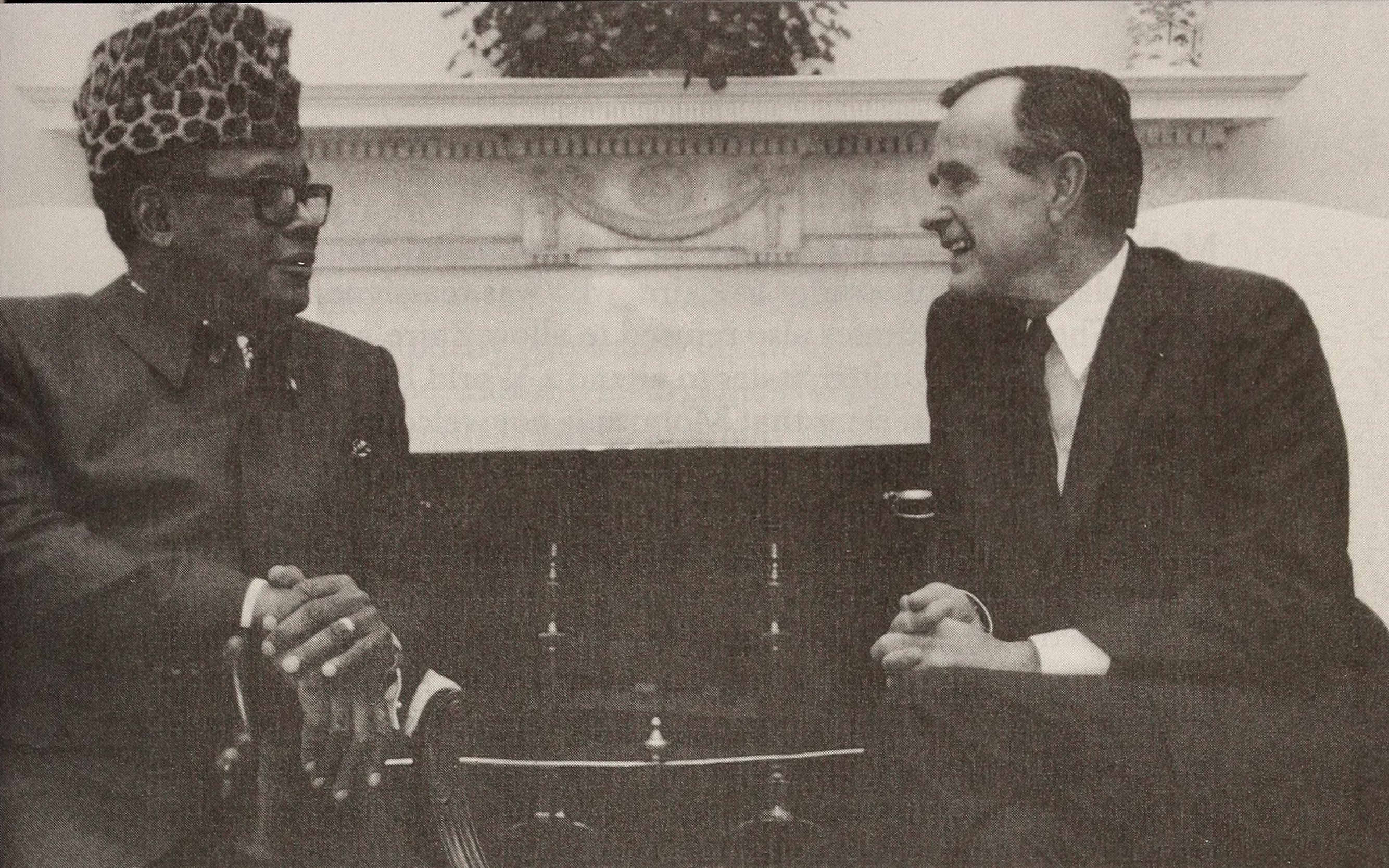
Mobutu Sese Seko i el president George H. W. Bush a Washington DC, el 1989.